# Persone di nome Ángel
| Questa pagina contiene informazioni ricavate automaticamente dalle voci biografiche con l'ausilio del template Bio e di un bot. L'aggiornamento è periodico e automatico e ricostruisce completamente la pagina. Se manca una persona in questa lista, sei pregato di non aggiungerla, ma accertati piuttosto che la sua voce biografica contenga il template Bio e che i dati anagrafici siano correttamente compilati. Se il template Bio manca, inseriscilo tu stesso o, in alternativa, metti l'avviso {{tmp\|Bio}} che ne segnala la mancanza. Se i dati riportati sono sbagliati, correggi direttamente la voce biografica; le modifiche saranno visibili in questa lista entro pochi giorni. Per chiarimenti vedi il progetto antroponimi. La lista contiene solo le 210 persone che sono citate nell'enciclopedia e per le quali è stato implementato correttamente il template Bio. Pagina aggiornata al 22 lug 2025. |

Questa è una lista di persone presenti nell'enciclopedia che hanno il nome Ángel, suddivise per attività principale.

## Allenatori di calcio(10)
- Pichi Alonso, allenatore di calcio e ex calciatore spagnolo (Benicarló, n. 1954)
- Ángel Cappa, allenatore di calcio e ex calciatore argentino (Bahía Blanca, n. 1946)
- Ángel Comizzo, allenatore di calcio e ex calciatore argentino (Reconquista, n. 1962)
- Ángel Luis, allenatore di calcio e ex calciatore spagnolo (Puertollano, n. 1970)
- Ángel Guillermo Hoyos, allenatore di calcio e ex calciatore argentino (Córdoba, n. 1963)
- Ángel Papadópulos, allenatore di calcio e calciatore messicano (Città del Messico, n. 1925 - Città del Messico, † 2015)
- Ángel Pedraza, allenatore di calcio e calciatore spagnolo (La Rinconada, n. 1962 - Barcellona, † 2011)
- Ángel Romo, allenatore di calcio spagnolo (Murcia, n. 1896 - Bilbao, † 1971)
- Ángel Vázquez, allenatore di calcio argentino
- Ángel Zubieta, allenatore di calcio e calciatore spagnolo (Galdakao, n. 1918 - Buenos Aires, † 1985)

## Arbitri di calcio(2)
- Ángel De Dominicis, arbitro di calcio argentino
- Ángel Guevara, arbitro di calcio ecuadoriano (Quito, n. 1955 - Tambillo, † 2011)

## Arcivescovi cattolici(1)
- Ángel Francisco Caraballo Fermín, arcivescovo cattolico venezuelano (Puerto Ordaz, n. 1965)

## Artisti(2)
- Ángel Atienza, artista e calciatore spagnolo (Madrid, n. 1931 - Madrid, † 2015)
- Ángel de la Calle, artista spagnolo (Molinillo, n. 1958)

## Astronomi(1)
- Ángel López Jiménez, astronomo spagnolo (Toledo, n. 1955)

## Attivisti(1)
- Ángel Otaegui Echeverría, attivista spagnolo (Nuarbe, n. 1942 - Burgos, † 1975)

## Attori(5)
- Ángel de Andrés López, attore spagnolo (Madrid, n. 1951 - Miraflores de la Sierra, † 2016)
- Ángel Aranda, attore spagnolo (Jaén, n. 1934 - Malaga, † 2024)
- Ángel Magaña, attore argentino (Buenos Aires, n. 1915 - Buenos Aires, † 1982)
- Ángel del Pozo, attore, sceneggiatore e regista spagnolo (Madrid, n. 1934 - † 2025)
- Ángel Álvarez, attore spagnolo (Madrid, n. 1906 - Madrid, † 1983)

## Biologi(1)
- Ángel Gallardo, biologo, ingegnere e entomologo argentino (Buenos Aires, n. 1867 - Buenos Aires, † 1934)

## Botanici(1)
- Ángel Lulio Cabrera, botanico spagnolo (Madrid, n. 1908 - La Plata, † 1999)

## Canottieri(1)
- Ángel Fournier, canottiere cubano (Guantánamo, n. 1987 - Dallas, † 2023)

## Cantautori(1)
- Ángel Parra, cantautore cileno (Valparaíso, n. 1943 - Parigi, † 2017)

## Cardinali(4)
- Ángel Fernández Artime, cardinale e arcivescovo cattolico spagnolo (Luanco, n. 1960)
- Ángel Herrera Oria, cardinale, vescovo cattolico e politico spagnolo (Santander, n. 1886 - Madrid, † 1968)
- Ángel Sixto Rossi, cardinale e arcivescovo cattolico argentino (Córdoba, n. 1958)
- Ángel Suquía Goicoechea, cardinale e arcivescovo cattolico spagnolo (Zaldibia, n. 1916 - San Sebastián, † 2006)

## Cestisti(22)
- Ángel Acuña, cestista messicano (Chihuahua, n. 1919 - Pima, † 1997)
- Ángel Álamo, cestista statunitense (New York, n. 1985)
- Ángel Caballero, ex cestista cubano (Santiago di Cuba, n. 1970)
- Ángel Cancel, ex cestista e allenatore di pallacanestro portoricano (Río Piedras, n. 1940)
- Ángel Cruz, cestista portoricano (San Juan, n. 1958)
- Ángel Delgado, cestista dominicano (Haina, n. 1994)
- Ángel Figueroa, ex cestista portoricano (San Juan, n. 1981)
- Ángel García Lucas, ex cestista portoricano (n. 1941)
- Ángel García García, cestista portoricano (Toa Baja, n. 1988)
- Ángel González Adrio, ex cestista spagnolo (Pontevedra, n. 1931)
- Ángel Lozano, cestista spagnolo (Madrid, n. 1922 - Madrid, † 1990)
- Ángel Núñez Castillo, cestista statunitense (Washington Heights, n. 1991)
- Ángel Núñez Fernández, ex cestista cubano (Santiago di Cuba, n. 1973)
- Ángel Padrón, ex cestista cubano (n. 1953)
- Ángel Rivera, ex cestista portoricano (Bayamón, n. 1995)
- Ángel Rodríguez Tricoche, cestista portoricano (Río Piedras, n. 1992)
- Ángel Rosa, ex cestista portoricano (Río Piedras, n. 1984)
- Ángel Santiago, ex cestista portoricano (Santurce, n. 1956)
- Ángel Serrano, ex cestista e allenatore di pallacanestro spagnolo (Madrid, n. 1942)
- Gerardo Suero, cestista dominicano (Santo Domingo, n. 1989)
- Antonio Torres, cestista cileno (Iquique, n. 1932 - † 1993)
- Ángel Daniel Vassallo, cestista portoricano (Toa Baja, n. 1986)

## Chitarristi(1)
- Ángel Romero, chitarrista spagnolo (Malaga, n. 1946)

## Ciclisti su strada(7)
- Ángel Arroyo, ex ciclista su strada spagnolo (El Barraco, n. 1956)
- Ángel Casero, ex ciclista su strada spagnolo (Albalat dels Tarongers, n. 1972)
- Ángel Edo, ex ciclista su strada spagnolo (Gavà, n. 1970)
- Ángel Gómez, ex ciclista su strada spagnolo (Torrelavega, n. 1981)
- Ángel Madrazo, ex ciclista su strada spagnolo (Santander, n. 1988)
- Ángel Vicioso, ex ciclista su strada spagnolo (Alhama de Aragón, n. 1977)
- Ángel de las Heras, ex ciclista su strada spagnolo (Toledo, n. 1957)

## Conduttori radiofonici(1)
- Baby Etchecopar, conduttore radiofonico e conduttore televisivo argentino (San Fernando, n. 1953)

## Criminali(1)
- Ángel Fernández Franco, criminale e attore spagnolo (Barcellona, n. 1960 - Murcia, † 1991)

## Critici cinematografici(1)
- Ángel Faretta, critico cinematografico, scrittore e poeta argentino (Buenos Aires, n. 1953)

## Diplomatici(1)
- Ángel Sanz Briz, diplomatico spagnolo (Saragozza, n. 1910 - Roma, † 1980)

## Dirigenti sportivi(2)
- Ángel Martín González, dirigente sportivo e ex calciatore spagnolo (Madrid, n. 1964)
- Ángel Molinari, dirigente sportivo argentino

## Economisti(1)
- Ángel Viñas, economista, storico e diplomatico spagnolo (Madrid, n. 1941)

## Filosofi(1)
- Ángel Ganivet, filosofo, scrittore e diplomatico spagnolo (Granada, n. 1865 - Riga, † 1898)

## Generali(1)
- Ángel Flores, generale e politico messicano (San Pedro, n. 1883 - Culiacán, † 1926)

## Giocatori di calcio a 5(2)
- Ángel Claudino, giocatore di calcio a 5 argentino (San Isidro, n. 1995)
- Ángel Velasco Marugán, giocatore di calcio a 5 spagnolo (Segovia, n. 1986)

## Golfisti(1)
- Ángel Cabrera, golfista argentino (Córdoba, n. 1969)

## Medici(1)
- Ángel Roffo, medico argentino (Buenos Aires, n. 1882 - Buenos Aires, † 1947)

## Militari(1)
- Ángel Castro y Argiz, militare spagnolo (Láncara, n. 1875 - Birán, † 1956)

## Navigatori(1)
- Ángel de Villafañe, navigatore spagnolo

## Nuotatori(1)
- Ángel Sabata, nuotatore e pallanuotista spagnolo (Barcellona, n. 1911 - Barcellona, † 1990)

## Pallamanisti(1)
- Ángel Fernández Pérez, pallamanista spagnolo (El Astillero, n. 1988)

## Pallanuotisti(1)
- Ángel Andreo, pallanuotista spagnolo (Madrid, n. 1972)

## Pallavolisti(5)
- Ángel Dennis, pallavolista cubano (L'Avana, n. 1977)
- Ángel Pérez, pallavolista e allenatore di pallavolo portoricano (Río Piedras, n. 1982)
- Ángel Pérez, pallavolista portoricano (Naranjito, n. 1993)
- Ángel Rivera, pallavolista portoricano (Mayagüez, n. 1992)
- Ángel Trinidad, pallavolista spagnolo (Marbella, n. 1993)

## Piloti motociclistici(4)
- Ángel Nieto, pilota motociclistico spagnolo (Zamora, n. 1947 - Ibiza, † 2017)
- Ángel Nieto Jr, pilota motociclistico e pilota automobilistico spagnolo (Madrid, n. 1976)
- Ángel Piqueras, pilota motociclistico spagnolo (Ayora, n. 2006)
- Ángel Rodríguez, pilota motociclistico spagnolo (Elche, n. 1985)

## Pirati(1)
- Cabeza de Perro, pirata spagnolo (Igueste de San Andrés, n. 1800 - Santa Cruz de Tenerife)

## Pittori(3)
- Ángel María Cortellini, pittore italiano (Cadice, n. 1819)
- Ángel Della Valle, pittore argentino (Buenos Aires, n. 1852 - Buenos Aires, † 1903)
- Ángel Zárraga, pittore messicano (Durango, n. 1886 - Cuernavaca, † 1946)

## Poeti(1)
- Ángel Crespo, poeta e critico letterario spagnolo (Ciudad Real, n. 1926 - Barcellona, † 1995)

## Politici(3)
- Ángel Acebes, politico spagnolo (Pajares de Adaja, n. 1958)
- Víctor Paz Estenssoro, politico boliviano (Tarija, n. 1907 - Tarija, † 2001)
- Javier Velásquez, politico e avvocato peruviano (Etén, n. 1960)

## Presbiteri(1)
- Ángel Darío Acosta Zurita, presbitero messicano (Naolinco, n. 1908 - Veracruz, † 1931)

## Produttori cinematografici(1)
- Ángel Mentasti, produttore cinematografico italiano (Varese, n. 1877 - Buenos Aires, † 1937)

## Pugili(1)
- Ángel Herrera, ex pugile cubano (Guantánamo, n. 1957)

## Registi(1)
- Ángel Manuel Soto, regista portoricano (San Juan, n. 1983)

## Religiosi(1)
- Ángel Rodríguez de Prada, religioso, matematico e astronomo spagnolo (Cobreros, n. 1859 - Aldaz, † 1935)

## Scrittori(2)
- Ángel Olgoso, scrittore spagnolo (Cúllar Vega, n. 1961)
- Ángel de Saavedra, scrittore, poeta e drammaturgo spagnolo (Cordova, n. 1791 - Madrid, † 1865)

## Siepisti(1)
- Ángel Mullera, siepista spagnolo (Lloret de Mar, n. 1984)

## Sindacalisti(1)
- Ángel Borlenghi, sindacalista e politico argentino (Buenos Aires, n. 1906 - Roma, † 1962)

## Taekwondoka(1)
- Ángel Matos, taekwondoka cubano (Holguín, n. 1976)

## Tennisti(1)
- Ángel Giménez, ex tennista spagnolo (Barcellona, n. 1955)

## Tiratori a segno(1)
- Ángel León, tiratore a segno spagnolo (Villalón de Campos, n. 1907 - † 1979)

## Vescovi cattolici(6)
- Ángel Fernández Collado, vescovo cattolico spagnolo (Los Cerralbos, n. 1952)
- Ángel Garachana Pérez, vescovo cattolico e missionario spagnolo (Barbadillo de Herreros, n. 1944)
- Ángel Román Idígoras, vescovo cattolico spagnolo (Madrid, n. 1968)
- Ángel Javier Pérez Pueyo, vescovo cattolico spagnolo (Ejea de los Caballeros, n. 1956)
- Ángel Rubio Castro, vescovo cattolico spagnolo (Guadalupe, n. 1939)
- Ángel San Casimiro Fernández, vescovo cattolico e missionario spagnolo (Pradejón, n. 1942)

## Wrestler(1)
- Ángel Acevedo, ex wrestler portoricano (San Juan, n. 1941)

## Youtuber(1)
- Jordi El Niño Polla, youtuber e attore pornografico spagnolo (Ciudad Real, n. 1994)

## Zoologi(1)
- Ángel Cabrera, zoologo spagnolo (Madrid, n. 1879 - La Plata, † 1960)

## Senza attività specificata(3)
- Ángel Chiclana, italianista e traduttore spagnolo (Siviglia, n. 1935 - Madrid, † 1998)
- Ángel Corella, ex ballerino e direttore artistico spagnolo (Madrid, n. 1975)
- Ángel de Peredo, spagnolo (Queveda, n. 1623)